# موتور بمب احمد غنجي (أرزوئية)
موتور بمب احمد غنجي (بالإنجليزية: Mowtowr Pamp-e Ahmadganji)‏ هي منطقة سكنية تقع في إيران في Arzuiyeh Rural District. يقدر عدد سكانها بـ 9 نسمة .